# Don (Italia)
Don es una localidad y comune italiana de la provincia de Trento, región de Trentino-Alto Adigio, con 251 habitantes.

## Evolución demográfica
| Gráfica de evolución demográfica de Don entre 1861 y 2001 |
|                                                           |
| Fuente ISTAT - elaboración gráfica de Wikipedia           |